# Amomum thysanochililum
Amomum thysanochililum är en enhjärtbladig växtart som beskrevs av Shao Quan Tong och Y.M.Xia. Amomum thysanochililum ingår i släktet Amomum och familjen Zingiberaceae. Inga underarter finns listade i Catalogue of Life.